# Magnus Öström

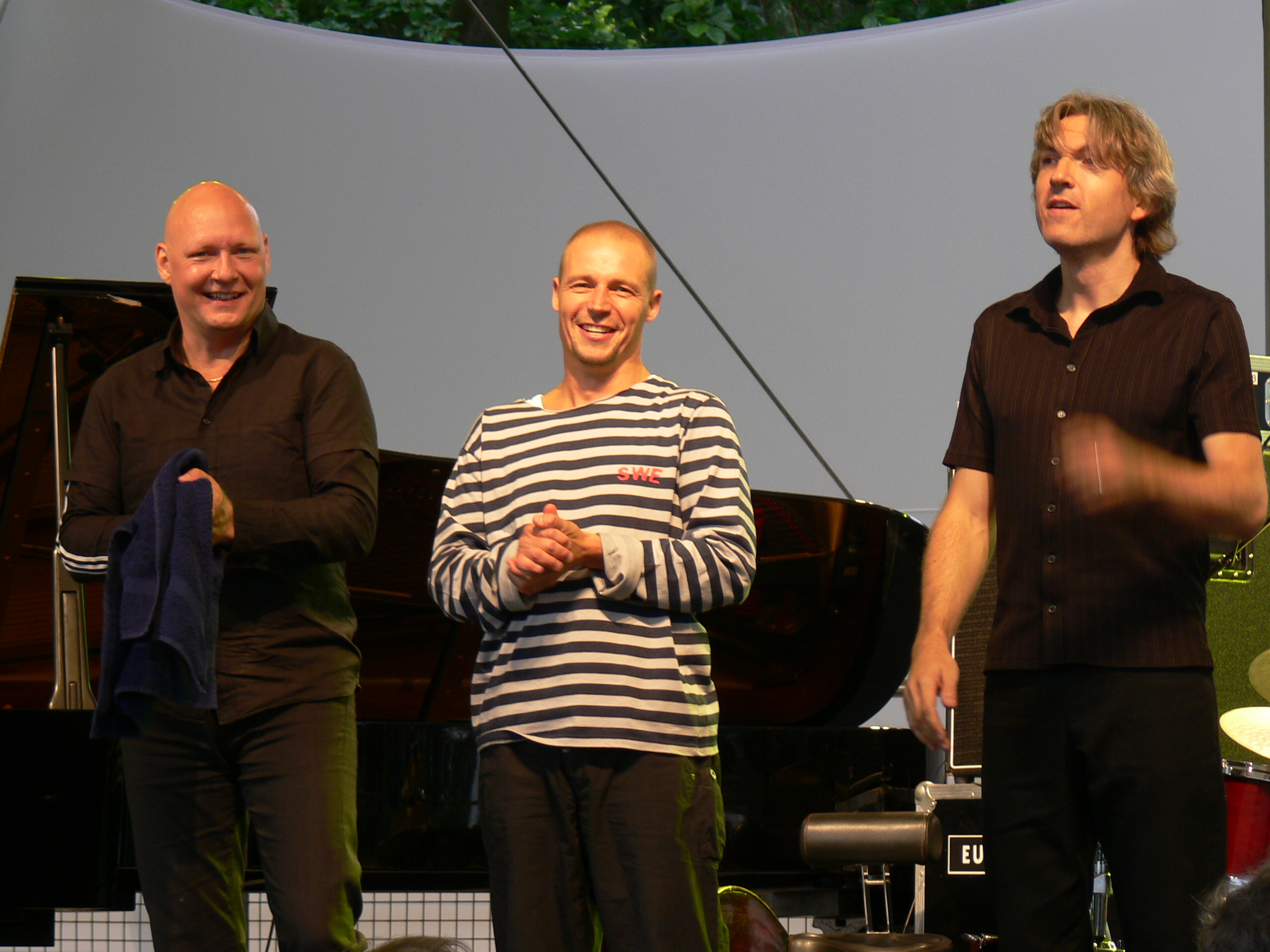
Magnus Öström 2007 in Paris (rechts) mit Dan Berglund (links) und Esbjörn Svensson (Mitte)

Magnus Öström (* 3. Mai 1965 in Skultuna, Provinz Västmanlands län, Schweden) ist ein schwedischer Schlagzeuger, der zunächst als Mitglied des Jazztrios e.s.t. bekannt wurde.

## Leben und Wirken
Öström, Sohn eines Künstlerpaares, wurde durch die Musik seines älteren Bruders geprägt und hörte bereits in der Kindheit Jimi Hendrix, Deep Purple, The Allman Brothers und Lynyrd Skynyrd. Im Alter von acht Jahren baute er sich sein erstes Schlagzeug und musizierte bald mit einem Freund, Esbjörn Svensson. Seit 1981 besuchte er das musische Gymnasium in Västerås und spielte mit Svensson im Trio. Zwischen 1983 und 1985 studierte er an der Volkshochschule in Sjövik, bevor er auf der Musikhochschule Stockholm seine Studien fortsetzte. In dieser Zeit spielte er mit verschiedenen Bands der Stockholmer Szene; zwischen 1987 und 1992 war er Mitglied der Band der Sängerin Monica Borrfors. Seit 1989 war er wieder mit Svensson tätig, zunächst in der Gruppe Stock Street B, dann wieder in einem Trio, zu dem 1993 Dan Berglund kam; e.s.t. tourte sehr erfolgreich international und spielte bis zum Unfalltod von Svensson zwölf Alben ein. Er arbeitete auch mit Bobo Stenson, Lennart Åberg, Palle Danielsson, Nils Landgren, Stina Nordenstam, Peter Gullin und Steve Dobrogosz sowie zahlreichen amerikanischen Musikern wie Michele Hendricks, Benny Golson, Mulgrew Miller,  Stefon Harris, Pat Metheny oder Alan Pasqua.
2010 gründete er sein eigenes Quartett mit dem Gitarristen Andreas Hourdakis, dem Keyboarder Petter Bergander und dem Bassisten Peter Fors; für dessen erstes Album Thread of Life erhielt er 2012 einen ECHO Jazz. Er ist auch auf mehreren Alben von Nils Landgren, Lars Danielsson, Viktoria Tolstoy, Jeanette Lindström und Nicolai Dunger zu hören. Mit Bugge Wesseltoft und Dan Berglund hatte er Erfolge im Trio Rymden. Seit 2018 spielt er auch im Trio von Walter Lang.

## Diskographie
- Thread of Life (2011)
- Searching for Jupiter (2013)
- Parachute (2016)